# 852

852(팔백오십이)는 851보다 크고 853보다 작은 자연수다.

## 수학
- 합성수로, 그 약수는 총 12개다. (1, 2, 3, 4, 6, 12, 71, 142, 213, 284, 426, 852)
  - 852의 진약수의 합은 1164이므로, 852는 과잉수다.
- 75번째 불가촉수다. 앞의 불가촉수는 848, 다음은 872이다.
- {\displaystyle 5^{10}-1}은 852로 나누어떨어진다.

## 과학
- NGC 852(영어판): 에리다누스자리 방향에 있는 막대나선은하.
- 852 블라딜레나(영어판): 포카이아 소행성.

## 교통
- 유럽 고속도로 852호선: 북마케도니아 오흐리드에서 알바니아 티라나까지 이어지는 유럽 고속도로.

## 군사
- 852 해군 항공대(영어판): 과거 존재한 영국의 해군 항공대.
- U-852(영어판, 독일어판): 제2차 세계 대전에 사용된 나치 독일의 군용 잠수함.

## 문화유산
- 대한민국의 보물 제852호: 휴대용 앙부일구

## 기타
- 연도: 852년, 기원전 852년